# Адриан Монзенский
Адриан Монзенский (в миру Аммос; сер. XVI века, Кострома — 5 мая 1619 года) — святой Русской православной церкви, преподобный, основатель Благовещенского монастыря на реке Монзе. День памяти — 5 (18) мая.

## Биография
Адриан, носивший в миру имя Аммос, родился в Костроме примерно в середине XVI века. После достижения совершеннолетия должен был жениться по желанию родителей, но незадолго до свадьбы заболел. Во время болезни он увидел во сне храм, стоящий между двух рек и услышал голос: «Здесь твое место». После этого видения Аммос принял решение стать монахом и найти храм.
Аммос тайно покинул родительский дом и поселился в Толгском монастыре. Родители вскоре разыскали его и вернули домой. Однако Аммос вновь ушёл от них в Геннадиев монастырь, где принял монашество с именем Адриан. Позднее Адриан жил в Спасо-Каменном монастыре и в Павло-Обнорский монастыре. Затем по указанию Ферапонта Монзенского Адриан поселился в районе впадения реки Монзы в Кострому. На этом месте примерно в 1580—1590-х годах он основал Благовещенский монастырь. При жизни Адриана было построено две церкви. Во время Великого голода 1601—1603 годов Адриан Монзенский делился с жителями близлежащих деревень монастырскими запасами.
Адриан Монзенский скончался в 1619 году. Похоронен в Благовещенской церкви монастыря рядом с Ферапонтом Монзенским. Монастырь был упразднён в 1764 году, но храм сохранился и действует.

## Канонизация
Местная канонизация Адриана Монзенского, предположительно, произошла в 1630—1640-х годах. Первое житие было составлено около 1645 года и носило название «Житие, и жизнь, и сказание отчасти чудес преподобнаго отца нашего Ферапонта, Устьмонзенскаго новаго чудотворца, иже бысть во области града Галича, и о зачале Благовещенскаго мон-ря, что на реке Костроме, на устии Монзы реки, понеже зачатся обитель сия житием и началством раба Божия священноинока старца Адриана, некоего боголюбиваго мниха». В XVII веке появились первые иконы с изображением Адриана Монзенского. Они находились в церкви села Ферапонтова и были утрачены в XX веке. В 1981 году Адриан Монзенский был включён в Собор Костромских святых.